# Presidente da Generalidade da Catalunha
O Presidente da Catalunha (Formalmente: Presidente da Generalidade da Catalunha; em catalão: President de la Generalitat de Catalunya) lidera a  Generalidade da Catalunha e o respetivo Governo da Catalunha. É eleito pelo Parlamento da Catalunha, e nomeado pelo Rei de Espanha.
A Generalidade da Catalunha governa a Comunidade Autónoma da Catalunha segundo o Estatuto de Autonomia da Catalunha.
Durante a aplicação do artigo 155 da Constituição espanhola e consequente suspensão temporária do cargo (de 27 de outubro de 2017 a 2 de junho de 2018), foi Mariano Rajoy, primeiro-ministro do governo espanhol na altura, que assumiu a responsabilidade de gestão interinamente, tendo delegado as funções executivas a Soraya Sáenz de Santamaría , até nomeação, pelo Parlamento da Catalunha, do novo Presidente Joaquim (Quim) Torra, no dia 14 de maio de 2018 e tomada de posse no dia 17 de maio do mesmo ano.